# پانزدهمین دوره جشن حافظ
پانزدهمین مراسم سینمایی تلویزیونی دنیای تصویر (جشن حافظ) با نام شب شاهدان شیدا در تاریخ ۲۶ خرداد سال ۱۳۹۴ در تالار وزارت کشور تهران برگزار شد. در این دوره فیلم‌های اکران شده در ابتدا تا پایان سال ۱۳۹۳ و همچنین سریال‌های پخش‌شده در شبکه‌های تلویزیونی و شبکه نمایش خانگی از نوروز ۱۳۹۳ تا پایان نوروز ۱۳۹۴ مورد بررسی قرار گرفته‌اند.
همچنین در این دوره، تندیس حافظ بهترین چهره تلویزیونی، بعد از ۹ سال به رقابت تلویزیونی بازگشت.
بهترین فیلم و بهترین مجموعه تلویزیونی این دوره به ترتیب ایران برگر و کلاه قرمزی ۹۳ بودند.

## برندگان اصلی
برندگان جایزه در سطر نخست فهرست، به صورت بزرگ نوشته می‌شوند و با یک ستاره (*) نشان داده می‌شوند.

### بخش سینمایی
| بهترین فیلم - ایران برگر – فتح‌الله جعفری جوزانی* - آتش‌بس ۲ – محمد نیک‌بین - آذر، شهدخت، پرویز و دیگران – سیدجمال ساداتیان و بهروز افخمی - آرایش غلیظ – سعید سعدی و سعید ملکان - رخ دیوانه – بیتا منصوری - رد کارپت – احمد احمدی                                                                             | بهترین کارگردانی - حمید نعمت‌الله – آرایش غلیظ* - مسعود جعفری جوزانی – ایران برگر - ابوالحسن داوودی – رخ دیوانه - رضا عطاران – رد کارپت - مجیدرضا مصطفوی – انارهای نارس - شهرام مکری – ماهی و گربه |
| بهترین بازیگر مرد - مجید صالحی – استراحت مطلق* - امین حیایی – خانوم* - حامد بهداد – آرایش غلیظ - محسن تنابنده – ایران برگر - بابک حمیدیان – استراحت مطلق - بهرام رادان – آتش‌بس ۲ - رضا عطاران – رد کارپت - مهدی فخیم‌زاده – آذر، شهدخت، پرویز و دیگران - نادر فلاح – چند متر مکعب عشق - لوون هفتوان – پرویز | بهترین بازیگر زن - آنا نعمتی – انارهای نارس* - گوهر خیراندیش – آذر، شهدخت، پرویز و دیگران* - آناهیتا افشار – برف - بهنوش بختیاری – پنج ستاره - پانته‌آ بهرام – بیگانه - میترا حجار – آتش‌بس ۲ - سمیرا حسن‌پور – تمشک - ترانه علیدوستی – استراحت مطلق - رابعه مدنی – برف - یکتا ناصر – زندگی جای دیگری است |
| بهترین فیلمنامه - بهروز افخمی – آذر، شهدخت، پرویز و دیگران* - تهمینه میلانی – آتش‌بس ۲ - حمید نعمت‌الله و هادی مقدم‌دوست – آرایش غلیظ - مسعود جعفری جوزانی و هادی کریمی – ایران برگر - مجید برزگر و حامد رجبی و بردیا یادگاری – پرویز - سامان سالور – تمشک                                                    | بهترین فیلمبرداری - مرتضی غفوری – چند متر مکعب عشق* - علیرضا برازنده – آرایش غلیظ - روزبه رایگا – انارهای نارس - محمود کلاری – ماهی و گربه - فرشاد محمدی – رخ دیوانه |
| بهترین موسیقی متن - بهزاد عبدی – متروپل* - سهراب پورناظری – آرایش غلیظ - ارشک رفیعی – ایران برگر - کریستف رضاعی – ماهی و گربه - کارن همایون‌فر – رخ دیوانه | بهترین دستاورد فنی و هنری - طراحی صدا، «ایران برگر» (صداگذاری: محمود موسوی‌نژاد، صدابرداری: حسن زاهدی)* - طراحی چهره‌پردازی، «لامپ ۱۰۰» (عبدالله اسکندری) - تدوین، «رخ دیوانه» (بهرام دهقانی) - طراحی صحنه، «شهر موشها ۲» (محسن شاه‌ابراهیمی) - طراحی جلوه‌های ویژه بصری، «رخ دیوانه» (وحید قطبی‌زاده)      |
| جایزه ویژه هیئت داوران - رضا عطاران – رد کارپت* | |

### فیلم‌ها با نامزدی متعدد
| تعداد نامزدی‌ها | فیلم                       |
| -------------- | -------------------------- |
| ۷              | ایران برگر                 |
| ۷              | آرایش غلیظ                 |
| ۶              | رخ دیوانه                  |
| ۴              | آتش‌بس ۲                    |
| ۴              | آذر، شهدخت، پرویز و دیگران |
| ۳              | رد کارپت                   |
| ۳              | انارهای نارس               |
| ۳              | ماهی و گربه                |
| ۳              | استراحت مطلق               |
| ۲              | چند متر مکعب عشق           |
| ۲              | پرویز                      |
| ۲              | برف                        |
| ۲              | تمشک                       |
| ۲              | متروپل                     |
| ۱              | خانوم                      |
| ۱              | پنج ستاره                  |
| ۱              | بیگانه                     |
| ۱              | زندگی جای دیگری است        |
| ۱              | شهر موشها ۲                |
| ۱              | لامپ ۱۰۰                   |

| تعداد جایزه | فیلم                       |
| ----------- | -------------------------- |
| ۳           | ایران برگر                 |
| ۲           | آرایش غلیظ                 |
| ۲           | آذر، شهدخت، پرویز و دیگران |
| ۱           | استراحت مطلق               |
| ۱           | خانوم                      |
| ۱           | انارهای نارس               |
| ۱           | چند متر مکعب عشق           |
| ۱           | متروپل                     |
| ۱           | رد کارپت                   |

### بخش تلویزیونی
| بهترین مجموعه تلویزیونی - کلاه قرمزی ۹۳ – حمید مدرسی* - پایتخت ۳ – الهام غفوری - پرده‌نشین – سید محمود رضوی - گذر از رنج‌ها – علی لدنی                      | بهترین کارگردانی - بهروز شعیبی – پرده‌نشین* - بهرنگ توفیقی – انقلاب زیبا - فریدون حسن‌پور – گذر از رنج‌ها - سیروس مقدم – پایتخت ۳                                         |
| بهترین فیلمنامه - محسن تنابنده – پایتخت ۳* - حسین تراب‌نژاد – پرده‌نشین - سعید مطلبی – ستایش ۲ - ایرج طهماسب و حمید جبلی – کلاه قرمزی ۹۳                    | بهترین بازیگر مرد درام - داریوش ارجمند – ستایش ۲* - فرهاد آئیش – پرده‌نشین - پژمان بازغی – گذر از رنج‌ها - هومن برق نورد – پرده‌نشین - امین زندگانی – همه چیز آنجاست      |
| بهترین بازیگر زن درام - شبنم مقدمی – مدینه* - ویشکا آسایش – پرده‌نشین - سیما تیرانداز – ستایش ۲ - آزاده صمدی – انقلاب زیبا - پریوش نظریه – مدینه           | بهترین بازیگر مرد کمدی - مهران رجبی – معراجی‌ها و دردسرهای عظیم* - محسن تنابنده – پایتخت ۳ - علی صادقی – معراجی‌ها - جواد عزتی – دردسرهای عظیم - احمد مهران‌فر – پایتخت ۳ |
| بهترین بازیگر زن کمدی - ریما رامین‌فر – پایتخت ۳* - الهام پاوه‌نژاد – هفت‌سنگ - مریم سعادت – دردسرهای عظیم - پوراندخت مهیمن – معراجی‌ها - شبنم مقدمی – هفت‌سنگ | بهترین چهره تلویزیونی - رامبد جوان – خندوانه* - عادل فردوسی‌پور – نود* - احسان علیخانی – ماه عسل - مرتضی حیدری – پایش                                                   |

### مجموعه‌ها با نامزدی متعدد
| تعداد نامزدی‌ها | مجموعه         |
| -------------- | -------------- |
| ۷              | پرده‌نشین       |
| ۶              | پایتخت ۳       |
| ۳              | گذر از رنج‌ها   |
| ۳              | ستایش ۲        |
| ۳              | معراجی‌ها       |
| ۳              | دردسرهای عظیم  |
| ۲              | کلاه قرمزی ۹۳  |
| ۲              | انقلاب زیبا    |
| ۲              | همه چیز آنجاست |
| ۲              | مدینه          |
| ۲              | هفت‌سنگ         |
| ۱              | سال‌های ابری    |

| تعداد جایزه | مجموعه        |
| ----------- | ------------- |
| ۲           | پایتخت ۳      |
| ۱           | کلاه قرمزی ۹۳ |
| ۱           | پرده‌نشین      |
| ۱           | ستایش ۲       |
| ۱           | مدینه         |
| ۱           | معراجی‌ها      |
| ۱           | دردسرهای عظیم |
| ۱           | خندوانه       |
| ۱           | نود           |

### جوایز دیگر
| یک عمر فعالیت هنری - مرضیه برومند | بهترین فیلم مستند - محسن استادعلی – جایی برای زندگی - معین کریم‌الدینی – آتلان - آزاده موسوی و کوروش عطایی – از ایران یک جدایی - مجتبی میرتهماسب – شش قرن و شش سال |
| بهترین خواننده تیتراژ فیلم و مجموعه تلویزیونی - شهرام ناظری – ایران برگر - همایون شجریان – آرایش غلیظ - علیرضا قربانی – سال‌های ابری و پرده‌نشین - علی لهراسبی – همه چیز آنجاست - رضا یزدانی – متروپل | |

## منبع
1. ↑  «پانزدهمین دوره جشن حافظ (سال 1394) - جشن حافظ». ۱۴۰۰-۱۲-۰۲. دریافت‌شده در ۲۰۲۲-۰۳-۱۷.